# Suillia costalis
Suillia costalis är en tvåvingeart som först beskrevs av Matsumura 1911.  Suillia costalis ingår i släktet Suillia och familjen myllflugor. Inga underarter finns listade i Catalogue of Life.